# Каркаусское сельское поселение
Каркаусское сельское поселение — сельское поселение в Кукморском районе Татарстана.
Административный центр — село Каркаусь.

## Населённые пункты
- село Каркаусь
- село Ташлы-Елга
- деревня Бурсык-Елга
- деревня Салтык-Ерыкла

## Население
| 2010 | 2011 | 2012 | 2013 | 2014 | 2015 | 2016 |
| ---- | ---- | ---- | ---- | ---- | ---- | ---- |
| 976  | ↘975 | ↘963 | ↘936 | ↘914 | ↗915 | ↘895 |
| 2017 | 2018 |      |      |      |      |      |
| ↗898 | ↘853 |      |      |      |      |      |

Национальный состав поселения — татары.